# Савинское (Огарковское сельское поселение)
Са́винское (иногда Савинская) — деревня (в прошлом село) Огарковского сельского поселения Рыбинского района Ярославской области.
Деревня расположена в 19 км к северу от Рыбинска, на левом правом берегу ручья Вонготня, в 3 км от Рыбинского водохранилища. Ближайшие деревни: Волково (2 км к югу), Дымовское (2 км к северу). Вокруг Савинского и Дымовского небольшой участок сельскохозяйственных угодий, за которыми простирается заболоченный лес.
На 1 января 2007 года в деревне числилось 13 постоянных жителей. Деревня обслуживается почтовым отделением в Волково. По почтовым данным в деревне обслуживается 17 домов.
Через деревню проходит автодорога Р104 на участке Рыбинск — Пошехонье, образующая единственную улицу деревни.
Село Савинское указано на плане Генерального межевания Рыбинского уезда 1792 года.